# Lysings och Göstrings domsagas valkrets
Lysings och Göstrings domsagas valkrets var vid riksdagsvalen 1866–1908 till andra kammaren en egen valkrets med ett mandat. Valkretsen, som omfattade Lysings och Göstrings härader i Östergötland, avskaffades inför valet 1911 och uppgick i Östergötlands läns södra valkrets.

## Riksdagsmän
- August Anderson, min 1867, nylib 1868–1869 (1867–1869)
- Otto Petersson (1/1–26/11 1870)
- Peter Carl Andersson, lmp (1871–1875)
- August Anderson (1876–15/3 1880)
- Olaus Olofsson, lmp (26/4 1880–1884)
- Johan Ericsson, lmp 1885–1887, nya lmp 1888–1894, lmp 1895–1896 (1885–1896)
- Johan Hjelmérus, lmp (1897–1902)
- Carl af Burén, lmp 1903–1905, nfr 1906 (1903–1907)
- David Pettersson, nfr (1908–1911)

## Valresultat

### 1896
| Andrakammarvalet i Sverige 1896: Lysings och Göstrings domsagas valkrets | Andrakammarvalet i Sverige 1896: Lysings och Göstrings domsagas valkrets | Andrakammarvalet i Sverige 1896: Lysings och Göstrings domsagas valkrets | Andrakammarvalet i Sverige 1896: Lysings och Göstrings domsagas valkrets | Andrakammarvalet i Sverige 1896: Lysings och Göstrings domsagas valkrets |
| Kandidat                                                                 | Kandidat                                                                 | Röster                                                                   | Röster                                                                   | Röster                                                                   |
| Kandidat                                                                 | Kandidat                                                                 | Antal                                                                    | %                                                                        | +− %                                                                     |
| ------------------------------------------------------------------------ | ------------------------------------------------------------------------ | ------------------------------------------------------------------------ | ------------------------------------------------------------------------ | ------------------------------------------------------------------------ |
|                                                                          | Johan Hjelmérus                                                          | 418                                                                      | 69,7                                                                     |                                                                          |
|                                                                          | Johan Ericsson                                                           | 104                                                                      | 17,3                                                                     |                                                                          |
|                                                                          | Olaus Olofsson                                                           | 76                                                                       | 12,7                                                                     |                                                                          |
|                                                                          | Övriga kandidater                                                        | 2                                                                        | 0,3                                                                      | —                                                                        |
| Antal giltiga röster                                                     | Antal giltiga röster                                                     | 600                                                                      |                                                                          |                                                                          |
| Kasserade röster                                                         | Kasserade röster                                                         | 2                                                                        |                                                                          |                                                                          |
| Totalt                                                                   | Totalt                                                                   | 602                                                                      |                                                                          |                                                                          |

Valdeltagandet var 48,9%.

### 1899
| Andrakammarvalet i Sverige 1899: Lysings och Göstrings domsagas valkrets | Andrakammarvalet i Sverige 1899: Lysings och Göstrings domsagas valkrets | Andrakammarvalet i Sverige 1899: Lysings och Göstrings domsagas valkrets | Andrakammarvalet i Sverige 1899: Lysings och Göstrings domsagas valkrets | Andrakammarvalet i Sverige 1899: Lysings och Göstrings domsagas valkrets |
| Kandidat                                                                 | Kandidat                                                                 | Röster                                                                   | Röster                                                                   | Röster                                                                   |
| Kandidat                                                                 | Kandidat                                                                 | Antal                                                                    | %                                                                        | +− %                                                                     |
| ------------------------------------------------------------------------ | ------------------------------------------------------------------------ | ------------------------------------------------------------------------ | ------------------------------------------------------------------------ | ------------------------------------------------------------------------ |
|                                                                          | Johan Hjelmérus                                                          | 339                                                                      | 91,9                                                                     | ▲22,2%                                                                   |
|                                                                          | Carl af Burén                                                            | 27                                                                       | 7,3                                                                      |                                                                          |
|                                                                          | Övriga kandidater                                                        | 3                                                                        | 0,8                                                                      | —                                                                        |
| Antal giltiga röster                                                     | Antal giltiga röster                                                     | 369                                                                      |                                                                          |                                                                          |
| Kasserade röster                                                         | Kasserade röster                                                         | 1                                                                        |                                                                          |                                                                          |
| Totalt                                                                   | Totalt                                                                   | 370                                                                      |                                                                          |                                                                          |

Valet ägde rum den 27 augusti 1899. Valdeltagandet var 27,4%.

### 1902
| Andrakammarvalet i Sverige 1902: Lysings och Göstrings domsagas valkrets | Andrakammarvalet i Sverige 1902: Lysings och Göstrings domsagas valkrets | Andrakammarvalet i Sverige 1902: Lysings och Göstrings domsagas valkrets | Andrakammarvalet i Sverige 1902: Lysings och Göstrings domsagas valkrets | Andrakammarvalet i Sverige 1902: Lysings och Göstrings domsagas valkrets |
| Kandidat                                                                 | Kandidat                                                                 | Röster                                                                   | Röster                                                                   | Röster                                                                   |
| Kandidat                                                                 | Kandidat                                                                 | Antal                                                                    | %                                                                        | +− %                                                                     |
| ------------------------------------------------------------------------ | ------------------------------------------------------------------------ | ------------------------------------------------------------------------ | ------------------------------------------------------------------------ | ------------------------------------------------------------------------ |
|                                                                          | Carl af Burén                                                            | 522                                                                      | 91,6                                                                     | ▼0,3%                                                                    |
|                                                                          | Oskar Fredriksson i Jättingstad                                          | 60                                                                       | 10,3                                                                     |                                                                          |
| Antal giltiga röster                                                     | Antal giltiga röster                                                     | 582                                                                      |                                                                          |                                                                          |
| Kasserade röster                                                         | Kasserade röster                                                         | 1                                                                        |                                                                          |                                                                          |
| Totalt                                                                   | Totalt                                                                   | 583                                                                      |                                                                          |                                                                          |

Valet ägde rum den 7 september 1902. Valdeltagandet var 41,2%.

### 1905
| Andrakammarvalet i Sverige 1905: Lysings och Göstrings domsagas valkrets | Andrakammarvalet i Sverige 1905: Lysings och Göstrings domsagas valkrets | Andrakammarvalet i Sverige 1905: Lysings och Göstrings domsagas valkrets | Andrakammarvalet i Sverige 1905: Lysings och Göstrings domsagas valkrets | Andrakammarvalet i Sverige 1905: Lysings och Göstrings domsagas valkrets |
| Kandidat                                                                 | Kandidat                                                                 | Röster                                                                   | Röster                                                                   | Röster                                                                   |
| Kandidat                                                                 | Kandidat                                                                 | Antal                                                                    | %                                                                        | +− %                                                                     |
| ------------------------------------------------------------------------ | ------------------------------------------------------------------------ | ------------------------------------------------------------------------ | ------------------------------------------------------------------------ | ------------------------------------------------------------------------ |
|                                                                          | Carl af Burén                                                            | 496                                                                      | 93,9                                                                     | ▲2,3%                                                                    |
|                                                                          | Anders Knutsson i Boxholm (liberal)                                      | 32                                                                       | 6,1                                                                      |                                                                          |
| Antal giltiga röster                                                     | Antal giltiga röster                                                     | 528                                                                      |                                                                          |                                                                          |
| Kasserade röster                                                         | Kasserade röster                                                         | 1                                                                        |                                                                          |                                                                          |
| Totalt                                                                   | Totalt                                                                   | 529                                                                      |                                                                          |                                                                          |

Valet ägde rum den 10 september 1905. Valdeltagandet var 31,8%.

### 1908
| Andrakammarvalet i Sverige 1908: Lysings och Göstrings domsagas valkrets | Andrakammarvalet i Sverige 1908: Lysings och Göstrings domsagas valkrets | Andrakammarvalet i Sverige 1908: Lysings och Göstrings domsagas valkrets | Andrakammarvalet i Sverige 1908: Lysings och Göstrings domsagas valkrets | Andrakammarvalet i Sverige 1908: Lysings och Göstrings domsagas valkrets |
| Kandidat                                                                 | Kandidat                                                                 | Röster                                                                   | Röster                                                                   | Röster                                                                   |
| Kandidat                                                                 | Kandidat                                                                 | Antal                                                                    | %                                                                        | +− %                                                                     |
| ------------------------------------------------------------------------ | ------------------------------------------------------------------------ | ------------------------------------------------------------------------ | ------------------------------------------------------------------------ | ------------------------------------------------------------------------ |
|                                                                          | David Pettersson                                                         | 790                                                                      | 72,1                                                                     |                                                                          |
|                                                                          | Anders Knutsson i Boxholm (liberal)                                      | 297                                                                      | 27,1                                                                     | ▲21,0%                                                                   |
|                                                                          | Övriga kandidater                                                        | 8                                                                        | 0,8                                                                      | —                                                                        |
| Antal giltiga röster                                                     | Antal giltiga röster                                                     | 1095                                                                     |                                                                          |                                                                          |
| Kasserade röster                                                         | Kasserade röster                                                         | 5                                                                        |                                                                          |                                                                          |
| Totalt                                                                   | Totalt                                                                   | 1100                                                                     |                                                                          |                                                                          |

Valet ägde rum den 6 september 1908. Valdeltagandet var 63,1%.